# Investidura presidencial de Joe Biden
La investidura presidencial de Joe Biden com a 46è president dels Estats Units va marcar el començament del mandat de quatre anys de Joe Biden com a president i de Kamala Harris com a vicepresidenta del país.
El dimecres, 20 de gener de 2021 tingué lloc una cerimònia pública a l'ala oest de l'edifici del Capitoli dels Estats Units a Washington DC. L'esdeveniment fou la 59a investidura presidencial del país. A la cerimònia, s'implementaren mesures de salut pública a causa de la pandèmia de COVID-19, com foren la cobertura nasobucal amb mascareta, controls de temperatura i distanciament físic.

## Context

Escut de la investidura

La investidura va marcar la culminació formal de la transició presidencial de Joe Biden, que va començar amb les eleccions presidencials el 3 de novembre de 2020 i es va convertir en president electe quatre dies més tard el 7 de novembre de 2020. Biden i la seva companya de fórmula, Kamala Harris, van ser ratificats pel Col·legi Electoral el 14 de desembre de 2020. En la seva investidura, Biden es convertí en el president més vell als 78 anys i 61 dies, sent més gran a l'hora de prendre el càrrec que Ronald Reagan en deixar-lo als 77 anys i 349 dies. També és el primer president de Delaware (tot i que va néixer a Pennsilvània) i el segon catòlic romà després de John F. Kennedy. Harris es convertí en la primera dona, primera afroamericana i primera asiàtica-americana a ser vicepresidenta dels Estats Units.

## Planificació
La Junta de Policia del Capitoli va restringir l'accés públic a l'oest del Capitoli dels Estats Units des del 7 de setembre de 2020 fins al 28 de febrer de 2021 per "permetre la construcció segura de la plataforma Inaugural, bancs i altres infraestructures necessàries per a l'esdeveniment". No es va celebrar una cerimònia inaugural del primer clau, la qual tradicionalment commemora l'inici de construcció de la plataforma inaugural, ja que "coincidia amb el període de commemoració per la difunta jutgessa de la Cort Suprema de Justícia, Ruth Bader Ginsburg".

### Comitè Conjunt del Congrés
La cerimònia de jurament per al president electe Biden i la vicepresidenta electa Harris fou planificada pel Comitè Conjunt del Congrés dels Estats Units sobre les Cerimònies d'Investidura, un comitè bipartidista compost pels senadors Roy Blunt (president), Mitch McConnell i Amy Klobuchar, i els representants Nancy Pelosi, Steny Hoyer i Kevin McCarthy. El comitè, supervisat pel Comitè de Regles del Senat, va triar el tema de la presa de possessió "La nostra Democràcia determinada: Forjant una Unió Més Perfecta" per destacar aquesta cerimònia com un "segell distintiu del govern i la democràcia dels Estats Units" i emfatitzar la transició pacífica del poder.

### Preparatius
Al setembre de 2020, l'Agència de Gestió d'Emergències i Seguretat Nacional del Districte de Colúmbia va estimar que els costos totals de la presa de possessió per al govern (inclosa la seguretat, la preparació de la desfilada i la construcció de posicions de supervisió fora de la Casa Blanca i l'edifici John A. Wilson) superarien els 44.900.000 de dòlars. En general, els costos del Districte incorreguts en relació amb la inauguració són reemborsats pel govern federal.

## Acte d'investidura

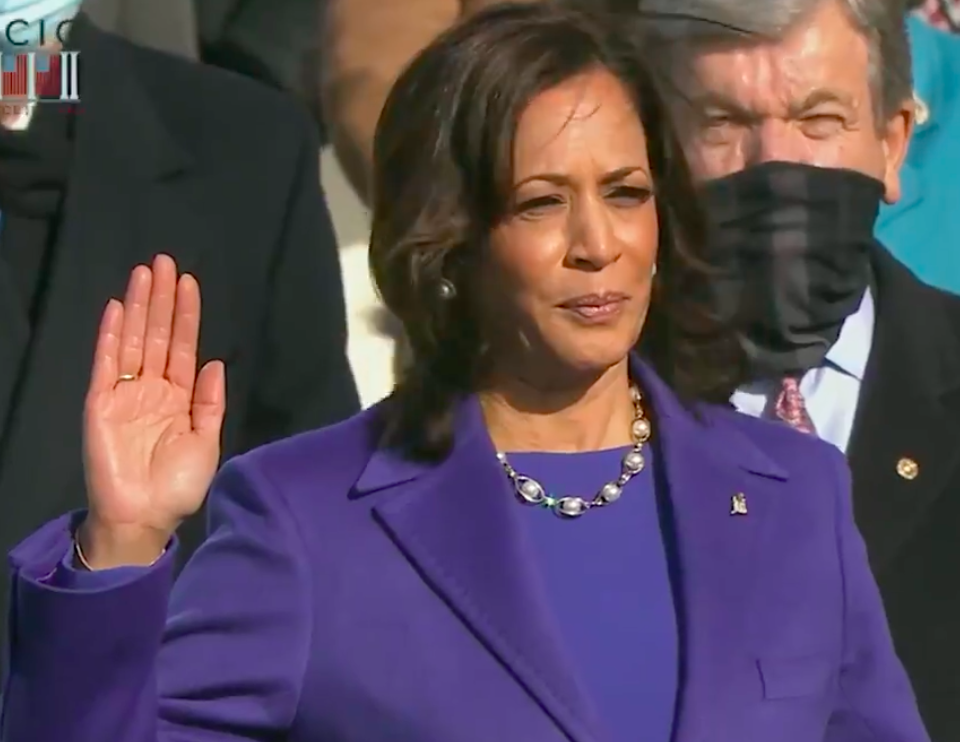
Kamala Harris jurant el càrrec de vicepresidenta

Kamala Harris va jurar el càrrec amb la mà dreta alçada i l'esquerra sobre dos exemplars de la Bíblia, un de Regina Shelton, una amiga de la família, i l'altre de Thurgood Marshall, primera persona afroamericana a formar part del Tribunal Suprem dels Estats Units.
Seguidament, Joe Biden va jurar amb la mà dreta alçada i l'esquerra sobre una bíblia de grans dimensions, subjectada per la seva esposa Jill Biden, que ha acompanyat la família des de 1893. Es tracta del mateix exemplar que va utilitzar en els juraments com a senador i vicepresident. La Bíblia té un gruix de 12,7 centímetres i té una creu celta a la portada.
Donald Trump, president sortint, no va assistir a l'acte d'investidura com a mostra de rebuig als resultats de les eleccions, que acusà de fraudulents. En canvi, sí que hi assistiren membres del seu partit com el vicepresident sortint Mike Pence.
Diversos artistes van accedir a participar en la cerimònia. Lady Gaga fou l'encarregada de cantar l'himne nacional dels Estats Units, Jennifer Lopez interpretà el tema patriòtic This Land is Your Land, Garth Brooks va posar veu al tema Amazing Grace, i la poetessa i activista Amanda Gorman recità el seu poema The Hill We Climb.